# سیارک ۶۷۴۷
سیارک ۶۷۴۷ (به انگلیسی: 6747 Ozegahara، نامگذاری:1995UT3) شش هزار و هفتصد و چهل و هفتمین سیارک کشف شده‌است که در ۲۰ اکتبر ۱۹۹۵ کشف شد.
قدر مطلق سیارک برابر ۳۰.۹ است.